# Christopher Caldwell
Christopher Caldwell, född 1962 i Lynn i Massachusetts i USA, är en amerikansk journalist och författare.
Christopher Caldwell studerade engelskspråkig litteratur på Harvard College i USA. Han har varit redaktör på The Weekly Standard och regelbundet medarbetat i Financial Times, The Wall Street Journal, The New York Times och The Washington Post.
Christopher Caldwell är gift med Zelda Novak. Paret har fem barn.